# La Première Leçon
Pour plus de détails, voir Fiche technique et Distribution.
La Première Leçon (Първи урок, Parvi urok) est un film bulgare réalisé par Rangel Valchanov, sorti en 1960.

## Fiche technique
- Titre : La Première Leçon
- Titre original : Първи урок (Parvi urok)
- Réalisation : Rangel Valchanov
- Scénario : Valeri Petrov
- Musique : Simeon Pironkov
- Photographie : Dimo Kolarov
- Société de production : Boyana Film et Bulgar Film
- Pays de production :  Bulgarie et  Union soviétique
- Genre : Drame
- Durée : 98 minutes
- Date de sortie : 
  - Bulgarie : 18 avril 1960

## Distribution
- Korneliya Bozhanova : Violeta
- Georgi Naumov : Pesho
- Georgi Georgiev-Getz : le frère de Pesho
- Georgi Kaloyanchev : Vaskata
- Konstantin Kotsev : l'assistant

## Distinctions
Le film a été présenté en sélection officielle en compétition au Festival de Cannes 1960.